# Zosimus (Papst)
Zosimus (* im 4. Jahrhundert; † 26. Dezember 418) war von 417 bis zu seinem Tod Papst.

## Leben
Der griechische Name Zosimos bedeutet „der Lebendigste“. Nach Darstellung des Liber Pontificalis soll er in Griechenland geboren sein. Manchmal wird daraus geschlossen, er habe vor seiner Bischofserhebung nicht dem römischen Klerus angehört.
Um seine eigene Autorität auszubauen und die Vormachtstellung des bischöflichen Stuhls Roms zu stärken, unterstützte er Bischof Patroclus von Arles in dessen Bestreben, den Anspruch auf das päpstliche Vikariat in Gallien durchzusetzen. Zu heftigen Reaktionen seitens der nordafrikanischen Kirche kam es, als er die Verurteilungen des Caelestius und Pelagius durch seinen Vorgänger Papst Innozenz I. zurücknahm. Den Protesten folgend, widerrief er seinen Entschluss und verurteilte Caelestius und Pelagius im März 418 erneut.
Sein katholischer Gedenktag ist sein Todestag, der 26. Dezember.